# Bundesverband der Deutschen Süßwarenindustrie
Der Bundesverband der Deutschen Süßwarenindustrie e. V. (BDSI) ist die Interessenvertretung von mehr als 200 Süßwarenunternehmen aus dem gesamten Bundesgebiet. Der BDSI ist sowohl Wirtschafts- als auch Arbeitgeberverband und hat seinen Sitz in Bonn mit Außenstellen in Berlin und Brüssel. Vorsitzender ist Bastian Fassin.

## Geschichte
Der BDSI wurde 1958 in Bonn gegründet. Seine Tradition reicht zurück bis zum Verband Deutscher Chocoladefabrikanten, ein 1877 gegründeter Interessenverband der Schokoladen-Hersteller.

## Wirtschaftliche Bedeutung
Die deutsche Süßwarenindustrie ist mit einem Anteil von rund 10 % am Umsatz die viertgrößte Branche der deutschen Ernährungsindustrie. Der Verband besteht aus mehr als 200 Süßwarenherstellern, die zusammen rund 90 Prozent des Umsatzes an Süßwaren in Deutschland erzielen (entspricht 9 % des gesamten Umsatzes im Nahrungsmittelbereich) und ca. 50.000 Mitarbeiter beschäftigen. Zum BDSI gehören die Fachsparten Schokoladenwaren, feine Backwaren, Bonbons und Zuckerwaren, Speiseeis, Knabberartikel, Kaugummi und Rohmassen.

## Leistungen
Der Verband bietet seinen Mitgliedern durch angegliederte Bereiche Dienstleistungen an, unter anderem durch eine Exportfördergesellschaft (German Sweets), die vor allem mittelständische Hersteller in ihrem Exportgeschäft unterstützt sowie einem lebensmittelchemischen Institut, welches in den Bereichen Lebensmittelsicherheit und Lebensmittelqualität beratend wirkt. Die Stiftung der Deutschen Kakao- und Schokoladenwirtschaft fördert – in Zusammenarbeit mit dem Verein der am Rohkakaohandel beteiligten Firmen e. V. – nationale und internationale Projekte rund um den Kakao.
Der BDSI unterstützt mit der Zentralfachschule der Deutschen Süßwarenwirtschaft (ZDS) in Solingen und durch Kooperation mit der Hochschule Ostwestfalen-Lippe (Studiengang Lebensmitteltechnologie mit Schwerpunkt Back- und Süßwarentechnologie) die Ausbildung und Förderung von Fachkräften für die Süßwarenindustrie.

## Mitgliedschaften
Der BDSI ist Mitglied in den Dachverbänden der deutschen Lebensmittelwirtschaft, dem Lebensmittelverband Deutschland e. V. und der Bundesvereinigung der deutschen Ernährungsindustrie e. V. (BVE). Zudem ist der BDSI Mitglied in den europäischen Verbänden International Confectionery Association (ICA), der Association of the Chocolate, Biscuit and Confectionery Industries of Europe (CAOBISCO), der European Snacks Association (ESA) und der European Ice Cream Association (Euroglaces).
Der BDSI ist auch Mitglied in der Europäischen Bewegung Deutschland.

## Kritik
Kritisch gesehen wird, dass die Mitglieder des BDSI an Kinder gerichtete Werbung verbreiten, um zum vermehrten Konsum von Süßwaren zu animieren.